# Вајт Бер Лејк (Минесота)
Вајт Бер Лејк (енгл. White Bear Lake) град је у америчкој савезној држави Минесота.

## Демографија
По попису из 2010. године број становника је 23.797, што је 528 (-2,2%) становника мање него 2000. године.
| Група             | 2000.          | 2010.          |
| Белци             | 22.919 (94,2%) | 20.976 (88,1%) |
| Афроамериканци    | 262 (1,1%)     | 589 (2,5%)     |
| Азијати           | 374 (1,5%)     | 842 (3,5%)     |
| Хиспаноамериканци | 425 (1,7%)     | 791 (3,3%)     |
| Укупно            | 24.325         | 23.797         |